# Moordiek
Moordiek település Németországban, Schleswig-Holstein tartományban. Lakosainak száma 113 fő (2023. december 31.).

## Népesség
A település népességének változása:
| Lakosok száma | 174  | 120  | 109  | 109  | 108  | 111  | 113  |
|               | 1975 | 2014 | 2017 | 2019 | 2021 | 2022 | 2023 |